# Trigoniida
Trigoniida là một bộ của trai nước mặn cỡ trung bình, động vật thân mềm hai mảnh vỏ ở biển. Trong hồ sơ hóa thạch, sự xuất hiện của bộ này rất phổ biến, bắt đầu từ Kỷ Devon đến Hiện tại.
Đặc điểm của bộ này là vết răng độc đáo và phức tạp của vỏ, (tức là răng bản lề bên trong khớp với hai van). Hàm răng đặc biệt phức tạp trong họ Trigoniidae.
Trong phân loại của Bieler, Carter, & Coan (2010) bao gồm các họ và siêu họ sau đây ở Trigoniida. Các đơn vị phân loại được đánh dấu bằng † có nghĩa là đã tuyệt chủng với họ duy nhất còn tồn tại của bộ là họ Trigoniidae.
Trigoniida
- †Beichuanioidea Liu & Gu, 1988
  - †Beichuaniidae Liu & Gu, 1988
- †Megatrigonioidea Van Hoepen, 1929
  - †Megatrigoniidae Van Hoepen, 1929
  - †Iotrigoniidae Savelive, 1958
  - †Rutitrigoniidae Van Hoepen, 1929
- †Myophorelloidea Kobayashi, 1954
  - †Myophorellidae Kobayashi, 1954
  - †Buchotrigoniidae Leanza, 1993</small
  - †Laevitrigoniidae Savelive, 1958
  - †Vaugoniidae Kobayashi, 1954
- Trigonioidea Lamarck, 1819
  - Trigoniidae Lamarck, 1819
  - †Eoschizodidae Newell & Boyd, 1975 (danh pháp đồng nghĩa: Curtonotidae)
  - †Groeberellidae Pérez, Reyes, & Danborenea 1995
  - †Myophoriidae Bronn, 1849 (danh pháp đồng nghĩa: Cytherodontidae, Costatoriidae, Gruenewaldiidae)
  - †Prosogyrotrigoniidae Kobayashi, 1954
  - †Scaphellinidae Newell & Ciriacks, 1962
  - †Schizodidae Newell & Boyd, 1975
  - †Sinodoridae Pojeta & Zhang, 1984